# Omalodes perpolitus
Omalodes perpolitus är en skalbaggsart som beskrevs av Schmidt 1893. Omalodes perpolitus ingår i släktet Omalodes och familjen stumpbaggar. Inga underarter finns listade i Catalogue of Life.